# STS-108
STS-108 — космический полёт MTKK «Индевор» по программе «Спейс Шаттл» (107-й полёт программы), целью которого является продолжение сборки Международной космической станции. Индевор стартовал
5 декабря 2001 года из Космического центра Кеннеди в штате Флорида. Основной задачей являлась смена экипажей долговременной экспедиции на Международной космической станции (МКС) и доставка расходуемых материалов.
В программе развертывания МКС полёт STS-108 имел обозначение ISS-UF-01 (от англ. International Space Station Utilization Flight-1 — «эксплуатационный полёт») — и это первый плановый полёт по снабжению МКС.

## Экипаж
- (НАСА): Доминик Гори (3)[4] — командир;
- (НАСА): Марк Келли (1) — пилот;
- (НАСА): Линда Годвин (4) — специалист полёта-1;
- (НАСА): Дэниел Тани (1) — специалист полёта-2, бортинженер.

### Этап полёта к МКС
В задачи STS-108 входило доставить на МКС экипаж 4-й долговременной экспедиции.
- (НАСА): Карл Уолз (4) — специалист полёта-3;
- (Роскосмос): Юрий Онуфриенко (2) — специалист полёта-4;
- (НАСА): Дэниел Бурш (4) — специалист полёта-5.

### Этап возвращения
В задачи STS-108 входило доставить с МКС на Землю экипаж 3-й долговременной экспедиции.
- (НАСА): Фрэнк Калбертсон (3) — специалист полёта-3;
- (Роскосмос): Владимир Дежуров (2) — специалист полёта-4;
- (Роскосмос): Михаил Тюрин (1) — специалист полёта-5.

## Параметры полёта
- Масса аппарата
  - при старте — 116 609 кг;
  - при посадке — 91 016 кг;
- Грузоподъёмность — 4 082 кг;
- Наклонение орбиты — 51,6°;
- Период обращения — 92,0 мин;
- Перигей — 353 км;
- Апогей — 377 км.

## Выходы в космос
- 10 декабря c 17:52 до 22:04 (UTC), длительность 4 часа 12 минут — астронавты Линда Годвин и Дэниел Тани. Установка теплоизолирующего покрытия на приводы солнечных батарей секции P6[5].